# Payment service provider
Een payment service provider (PSP) of betaalprovider voorziet webwinkeliers van betaalmogelijkheden, zoals iDEAL, bankoverschrijving, creditcardbetaling en betaling per mobiele telefoon. Ook steeds vaker worden hiernaast extra diensten geboden, zoals geïntegreerde facturatie, mandaat management en incassering van achterstallige betalingen middels credit management of een incassobureau. Binnen de Europese Unie moeten alle PSPs voldoen aan de Richtlijn betalingsdiensten.

## Betalingen
Geïntegreerde betalingen van de bank naar de webwinkel kunnen veelal ook direct bij banken zelf geregeld worden. In de praktijk wordt dit niet veel gedaan, aangezien banken hogere tarieven hanteren dan de payment providers. Daarnaast bieden zij ook geen andere betaalmethoden aan waardoor een webwinkel meerdere integraties zal moeten maken. Een ander voordeel van een PSP is dat zij beveiligingscertificaten die nodig zijn voor bepaalde betaalmethoden zoals creditcards in huis hebben. Door de autorisatie van creditcards aan een PSP over te laten, hoeft de winkel deze niet zelf te hebben.

## Verschillen
Onderlinge verschillen in diensten tussen de paymentproviders bestaan in de eerste plaats uit de selectie aangeboden betaalmethoden. Verder bieden PSP's vaak risico en fraude-modules aan op verschillende niveaus. Ook verschillen ze in de mate waarin de huisstijl van de webwinkel overgenomen kan worden. Sommige providers bieden ondersteuning in het gehele betaalproces, waaronder payment diensten als mandaatbeheer of opvolging in de vorm van betaalherinneringen. Anderen richten zich enkel op de verwerking van online transacties. Ook weegt de koppeling of API met de webshopsoftware mee in de keuze voor een PSP.

## Twee typen werkwijzen Payment Service Providers
In de markt onderscheidt men twee typen werkwijzen van Payment Service Providers:
- Collecterende Payment Service Provider: deze partijen incasseren direct van de klant en storten de omzet door aan ondernemer met aftrek van de kosten voor de betaling. Klanten kunnen al de verschillende betalingen volgen en analyseren op de eigen accountpagina van de PSP.
- Distribuerende Payment Service Providers: deze partijen incasseren niet zelf maar faciliteren de betaling op hun platform via een bank of verwervingspartij. De bank of verwerver betaalt de omzet door aan ondernemer met aftrek van kosten. De webwinkelier gaat zelf aparte overeenkomsten aan met bank(en) en verwerver(s).

Een Payment Service Provider kan ook beide mogelijkheden aanbieden.

## Geldstroom
De betalingen die online worden gedaan, komen binnen bij de PSP. Vervolgens worden deze, al dan niet automatisch, naar de rekening van de klant overgeboekt. Hieraan kunnen ook kosten zijn verbonden. 
Alleen zogenaamde collecterende PSP's met een licentie van De Nederlandsche Bank mogen dit doen. PSP's zonder zo'n licentie worden distribuerende PSP's genoemd.

## Gebruiken
In de meeste gevallen zijn er voor de webwinkels kant-en-klare check-out modules beschikbaar, ook wel internetkassa genoemd. Meestal zijn deze terug te vinden op de website van de betreffende payment provider.

## Kosten
De kosten lopen uiteen, maar bestaan meestal uit transactiekosten. Daarnaast brengen paymentproviders soms eenmalige aansluitkosten en maandelijkse abonnementskosten in rekening.

## Voorbeelden
Er bestaan honderden PSPs, waaronder Mollie, Adyen, Buckaroo en de CCV Group. Er zijn er anno 2022 67 aangesloten bij de European Payments Council.